# Huitong
Huitong, tidigare romaniserat Hweitung, är ett härad som lyder under Huaihuas stad på prefekturnivå i Hunan-provinsen i södra Kina.
I Huitong finns en kärnvapenbrigad ur andra artillerikåren stationerad, vilken lyder under den viktiga "Bas 55" med högkvarter i Huaihuas stad.